# Пожарная часть № 19 (Москва)
 ЦГФО
Пожарная часть № 19 (Октябрьское пожарное депо) — комплекс зданий и функционирующее в нём учреждение, расположенное в районе Сокол Северного административного округа города Москвы на Ленинградском проспекте, д. 71а. Здание пожарного депо примечательно наличием каланчи. Построено в 1927—1928 годах по проекту архитектора А. В. Куровского в конструктивистском стиле. Имеет статус ценного градоформирующего объекта.

## История

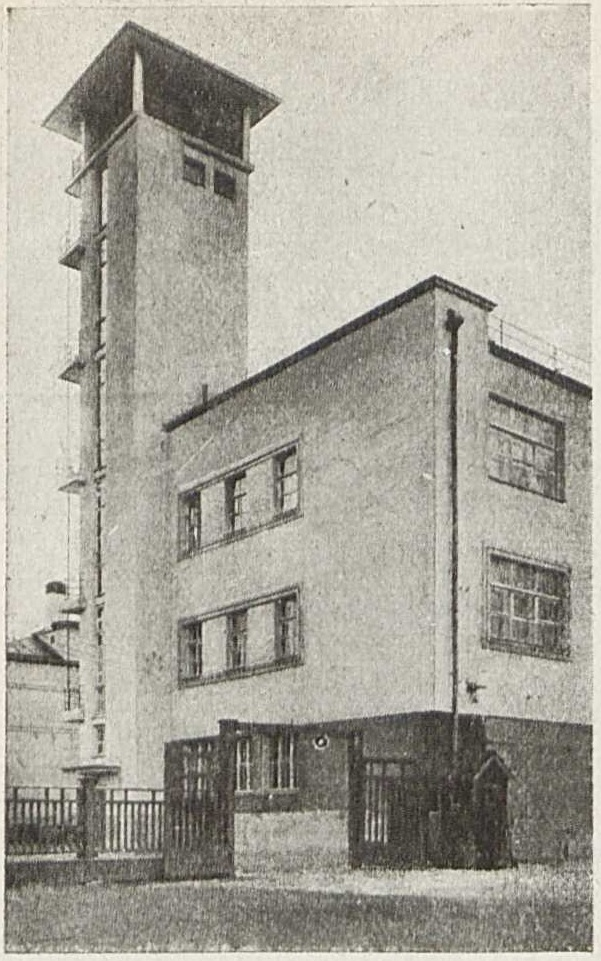
Октябрьское пожарное депо в 1930 году

В 1901 году в крупном подмосковном селе Всехсвятском (ныне район станции метро «Сокол») была основана пожарная сельская дружина. В начале 1920-х годов в селе, к тому моменту вошедшем в состав Краснопресненского района Москвы, уже действовала Всехсвятская пожарная часть, переименованная в 1923 году в Октябрьскую. В 1926 году, в связи с ветхостью старого здания, президиум Краснопресненского совета принял решение о строительстве нового здания Октябрьской пожарной части.
Во второй половине 1920-х годов архитектор А. В. Куровский разработал для строительной конторы «Мосстрой» типовой проект пожарного депо с гаражом для автомобилей и каланчой. Первым по этому проекту было построено здание Ленинской пожарной части № 20 в Ленинской слободе, торжественно открытое 13 ноября 1927 года (Ослябинский пер., д. 2). Летом 1927 года по тому же проекту (с небольшими изменениями) началось строительство Октябрьского пожарного депо в селе Всехсвятском. Открытие пожарного депо в ноябре 1928 года было приурочено к 11-летию Октябрьской революции. Каланча этой пожарной части стала самым высоким сооружением района.
Эта каланча стала одним из последних подобных сооружений в Москве. С 1930-х годов строительство пожарных каланчей, предназначенных для наблюдения за пожарами, прекратилось в связи с тем, что выросла этажность основной застройки, а также в связи с появлением новых технологий связи. В дальнейшем пожарные части нередко строились с рукавными башнями, используемыми для сушки пожарных рукавов в подвешенном состоянии.
От момента постройки и до настоящего времени здание используется как пожарная часть, сейчас она имеет номер 19. Ныне каланча используется для сушки пожарных рукавов и для тренировки расчётов.
В 2004 году планировалось перевести пожарную часть из исторического здания в новое, которое намеревались построить по адресу ул. Алабяна, д. 7. Само же здание Октябрьского пожарного депо планировалось реконструировать и приспособить для торгово-общественного центра с подземной парковкой. Однако уже на следующий год от этих планов отказались в связи с тем, что пожарное депо находится вблизи храма Всех Святых во Всехсвятском и попадает в его охранную зону.

## Архитектура
Здание пожарного депо имеет два этажа со стороны двора и три — со стороны проспекта. В здании две лестничных клетки, одна из которых образует каланчу. В верхней её части, на высоте около 24 м, находится наблюдательная площадка. Со стороны двора на каланче имеются балконы, предназначенные для учебных целей пожарной команды.
На первом этаже пожарного депо изначально размещались гараж для пожарных машин, подсобные помещения, кухня, столовая, комната сторожа. Второй этаж, согласно проекту, занимали квартира брандмейстера, квартира помощника, канцелярия, и дежурные спальни с примыкающими к ним туалетом, умывальней и душем. Третий этаж отводился под клуб с красным уголком, читальней и туалетом.
Производственные и общественные помещения располагаются со стороны улицы, а жилые и подсобные помещения — в дворовой части здания. Дежурная спальня размещается над гаражом, и сообщается с ним как лестницей, так и посредством пожарных шестов.
Существенным недостатком проекта архитекторы Д. Меерсон и С. Новокреповский называют расположение пожарных шестов. Из-за того, что они находятся около въездных ворот, доступ от них ко всем пожарным машинам затруднён. По мнению критиков, шесты должны располагаться у задней стены напротив пожарных машин. Д. Меерсон и С. Новокреповский также отмечали неудачное взаимное расположение дежурной и сигнальной комнат. Из-за расположения сигнальной комнаты на промежуточном этаже, путь к дежурной лежит через коридор со внутренними ступенями, что приводит к замедлению сообщения. Архитектор В. Щербаков называет единственным несущественным недостатком проекта отсутствие сквозного проветривания в меньшей (двухкомнатной) квартире.